# Yuruarí
Yuruarí je rijeka u Venezueli. Pritoka je rijeke Cuyuni i pripada porječju rijeke Essequibo.